# Fausto Coppi
Angelo Fausto Coppi, meglio noto col solo nome di  Fausto (Castellania, 15 settembre 1919 – Tortona, 2 gennaio 1960) è stato un ciclista su strada e pistard italiano.
Professionista dal 1939 al 1960, soprannominato il Campionissimo o l'Airone, fu il corridore più famoso e vincente dell'epoca d'oro del ciclismo ed è considerato uno dei più grandi e popolari atleti di tutti i tempi. Formidabile  passista, eccezionale scalatore e dotato di un buono spunto veloce, era un corridore completo e adatto a ogni tipo di competizione su strada.
S'impose sia nelle più importanti corse a tappe sia nelle maggiori classiche di un giorno. Vinse cinque volte il Giro d'Italia (1940, 1947, 1949, 1952 e 1953), record condiviso con Binda e Merckx, e due volte il Tour de France (1949 e 1952), diventando anche il primo ciclista a conquistare le due competizioni nello stesso anno. Fra i successi nelle gare in linea vanno ricordate le cinque affermazioni al Giro di Lombardia (1946, 1947, 1948, 1949 e 1954), record, le tre vittorie alla Milano-Sanremo (1946, 1948 e 1949) e i successi alla Parigi-Roubaix e alla Freccia Vallone nel 1950. Vinse il Campionato del mondo nel 1953 e primeggiò anche nel ciclismo su pista, vincendo il Campionato del mondo d'inseguimento nel 1947 e nel 1949. Fu primatista dell'ora (con 45,798 km) dal 1942 al 1956.
Leggendaria fu la sua rivalità con Gino Bartali, che divise l'Italia nell'immediato dopoguerra (anche per le presunte diverse posizioni politiche dei due).
Coppi è anche noto per aver cambiato l'approccio alle competizioni ciclistiche, grazie al suo interesse per la dieta, per gli sviluppi tecnici della bicicletta, per i metodi di allenamento e la medicina sportiva. Le sue imprese e le tragiche circostanze della morte (dovuta a una malaria non diagnosticata) ne hanno fatto un'icona della storia sportiva italiana.

## Carriera

### La giovinezza e gli esordi

7 novembre 1942. Al Velodromo Vigorelli di Milano Fausto Coppi stabilisce il nuovo record dell'ora con.

Fausto Coppi nasce a Castellania, in provincia di Alessandria, il 15 settembre 1919, quarto dei cinque figli di Domenico Coppi e di Angiolina Boveri (gli altri sono, in ordine, Livio, Dina, Maria e Serse); i genitori erano originari del comune di Quarna Sotto e in seguito si spostarono proprio a Castellania, dove divennero proprietari di un fondo coltivato a granturco e vite. Dopo aver frequentato con scarso profitto le scuole elementari e affiancato il padre e il fratello maggiore nel lavoro dei campi, a tredici anni incominciò a lavorare come garzone nella salumeria del signor Merlano a Novi Ligure. Il giovane Coppi effettuava consegne in bicicletta, ricevendo una paga settimanale di 5 lire e tornando dai genitori a Castellania ogni domenica.
A quindici anni, con i soldi regalatigli dallo zio Fausto, marinaio di ritorno dal Golfo Persico, poté comprare una Maino da 520 lire al negozio del signor Bovone a Novi e cominciare a partecipare alle prime corse non ufficiali. È proprio a Novi che viene segnalato a Biagio Cavanna, il famoso massaggiatore di Costante Girardengo e di Learco Guerra, che lo ammise alla sua scuola di giovani corridori da poco aperta a Pozzolo Formigaro. Cavanna, che diventerà cieco nel 1938, sarà per molti anni, anche dopo l'inizio della carriera professionistica di Coppi, suo massaggiatore nonché fido consigliere. È lui a intravedere le possibilità del giovane Coppi di diventare un campione.
Dal fisico apparentemente poco atletico e nonostante una struttura ossea e muscolare molto fragile, Coppi è dotato di una notevole agilità muscolare, gambe lunghe e sottili, un sistema endocrino molto efficiente e un sistema cardiorespiratorio fuori dal comune (torace ampio, capacità polmonare di 7,5 litri e 34 pulsazioni cardiache/minuto a riposo), qualità che ne esaltano la resistenza sotto sforzo. Coppi disputa la sua prima gara ufficiale il 1º luglio del 1937, da non tesserato, sul circuito della Boffalora (Castellania-Sarezzano-Tortona-Villalvernia-Castellania), ma è costretto al ritiro per una foratura. Può nel frattempo lasciare l'impiego di garzone alla salumeria Merlano e lavorare come macellaio per i contadini della zona, riuscendo a guadagnare 20 lire a settimana; si procura inoltre, con 600 lire, una nuova bicicletta, una Prina realizzatagli su misura da un ciclista di Asti. Con la nuova bici centra la sua prima vittoria nel luglio del 1938, da dilettante, con i colori della squadra del Dopolavoro Aziendale Montecatini di Spinetta Marengo, sul circuito di Castelletto d'Orba; vince poi anche ad Alessandria, al Trofeo Gigi Agosta, facendo sue le 500 lire di premio.
Nel 1939 gareggia tra gli indipendenti con il Dopolavoro Comunale di Tortona. Il 9 aprile esordisce nelle gare per professionisti, correndo il Giro della Toscana come indipendente, ma è costretto al ritiro per un incidente meccanico (vince Bartali). Il 28 maggio dello stesso anno partecipa alla Coppa Città di Pavia; in quell'occasione Cavanna scrive un biglietto a Giovanni Rossignoli della Bianchi, tra gli organizzatori della corsa, raccomandandogli due nomi, Fausto Coppi e Isidoro Bergaglio (classe 1914): «Ti mando due miei allievi. Coppi vincerà il primo premio, Bergaglio farà quello che potrà. Osserva bene Coppi. Assomiglia a Binda». Coppi come da previsione di Cavanna vince, arrivando solo al traguardo. Il 4 giugno seguente si classifica terzo al Giro del Piemonte, altra gara per professionisti, a 3'31" dal vincitore Gino Bartali, mettendosi in evidenza con uno scatto sulla salita di Moriondo e conquistando, grazie al piazzamento, un premio di 3 000 lire. In luglio è terzo al Circuito dell'Appennino, mentre il 14 agosto, dopo aver vinto la Tre Valli Varesine di categoria disputata sul circuito mondiale di Varese, riceve anche di persona i complimenti del "Campionissimo" Costante Girardengo. In stagione vince anche la Coppa Canepa a Bolzaneto, la Coppa Carnevale a Lerici, il Giro del Casentino e la Coppa Miglia a Susa. Notato da Eberardo Pavesi, direttore sportivo di Bartali alla Legnano, Coppi viene messo sotto contratto dai "verdi" a partire dal 1940, con un ingaggio mensile di 700 lire. Nel finale di stagione, sempre da indipendente, si classifica secondo alla Coppa Bernocchi e terzo al Gran Premio Stampa-Fiat e al Giro della Provincia di Milano (entrambi corsi in coppia con Severino Rigoni).

### 1940-1941: le prime vittorie da professionista
Nell'inverno 1939 Coppi, ristabilitosi da una frattura al malleolo della caviglia destra, si reca a Milano per firmare il contratto con la Legnano. Dopo il ritiro di febbraio sulla riviera di Ponente con i compagni, in marzo partecipa alla Milano-Sanremo, contribuendo al successo del suo capitano Bartali. In maggio fa il suo esordio al Giro d'Italia ancora come gregario del già due volte vincitore Bartali. Coppi dovrebbe limitarsi ad aiutare il suo capitano, ma si trova presto davanti: durante la seconda tappa, la Torino-Genova, Bartali cade a causa di un cane che gli taglia la strada e giunge all'arrivo con 5'15" dal giovane gregario, piazzatosi quel giorno secondo alle spalle di Pierino Favalli. Al termine della quarta tappa, Bartali è ormai fuori gioco per la vittoria finale, a un quarto d'ora da Coppi. Il giovane piemontese, che nei primi dieci giorni di gara svolge comunque ruoli di gregariato, ha così via libera e nella tappa Arezzo-Firenze, sulla salita della Consuma, attacca, venendo però ripreso a 9 km dall'arrivo.
Due giorni dopo, tra lo stupore generale, riesce a imporsi di forza nella Firenze-Modena, frazione di 184 km caratterizzata dalle salite di Prunetta, Monte Oppio, Abetone e Barigazzo. Quel giorno Coppi raggiunge il fuggitivo Ezio Cecchi sull'Abetone sotto il diluvio e si rende quindi autore di una fuga solitaria di tre ore e 100 km che lo porta all'arrivo con 3'45" sugli inseguitori e che gli consente di vestire la maglia rosa. Dopo alcune tappe interlocutorie, nella diciassettesima frazione, la Pieve di Cadore-Ortisei, il redivivo Bartali, pur fuori classifica, attacca e allunga sul Falzarego, raggiunto presto da Coppi; i due procedono in accordo e scollinano insieme sul Pordoi e sul passo Sella, staccando Enrico Mollo e gli altri rivali di classifica. A Ortisei vince Bartali, ma il Giro va, a sorpresa, a Coppi, che il 9 giugno 1940 a Milano diventa il più giovane vincitore della Corsa Rosa, conquistando il successo a soli vent'anni d'età. Il giorno dopo l'Italia entra in guerra.

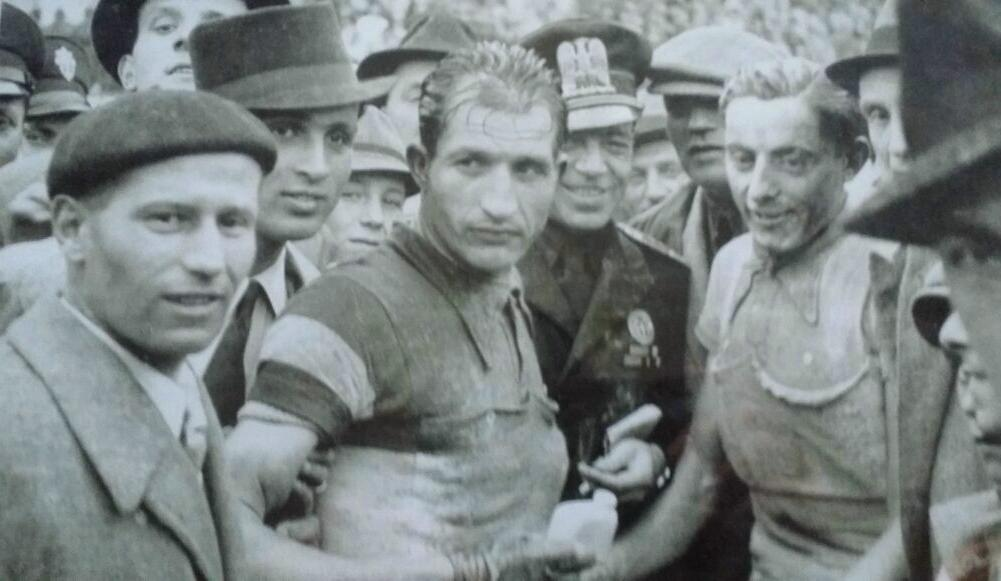
Fausto Coppi e Gino Bartali nel 1940 circa

Il 30 giugno Coppi diventa campione italiano d'inseguimento, mentre a fine stagione, al Giro di Lombardia, conclude a 7'08" dal vincitore Bartali, dopo aver tentato un allungo sul Ghisallo, complice un problema meccanico dello stesso Bartali, ed essere stato ripreso dal compagno-rivale a un chilometro dalla vetta. Tra il 1940 e il 1941 Coppi svolge il servizio militare (aveva vinto il Giro 1940 in licenza, essendo stato chiamato alle armi nella primavera del 1940), ma non smette comunque di gareggiare: il 6 aprile 1941 vince il Giro di Toscana – lascia a 3'01" il "padrone di casa" Bartali dopo 60 km di fuga solitaria; successivamente fa suoi il Giro del Veneto in solitaria (nell'occasione stacca Cino Cinelli a 3 km dall'arrivo), il Giro dell'Emilia con un'azione da finisseur e la Tre Valli Varesine dopo una fuga. In chiusura di stagione si piazza settimo al Giro di Lombardia e vince, in coppia con Mario Ricci, il Giro della Provincia di Milano.

### 1942-1945: il record dell'ora e l'interruzione bellica
Coppi stabilì il record sulla pista del Velodromo Vigorelli di Milano il 7 novembre 1942. Partito alle 14:12, utilizzando una bici da 7,5 kg con rapporto 52 × 15 (che sviluppa 7,38 m a pedalata), pedivelle da 17,1 cm e gomme (anteriore e posteriore rispettivamente) da 120 e 110 g, coprì la distanza con una media di 103,3 pedalate al minuto. I suoi tempi furono i seguenti:
- 1 km: 1'17"
- 2 km: 2'36"
- 3 km: 3'53"
- 4 km: 5'12"
- 5 km: 6'30"
- 10 km: 13'02"
- 15 km: 19'35"
- 20 km: 26'08"

- 30 minuti: 22,946 km[18]
- 25 km: 32'41"
- 30 km: 39'14"
- 35 km: 45'47"
- 40 km: 52'19"
- 45 km: 58'51"
- ora: 45,871 km

Coppi superò così il record di 45,767 km stabilito da Maurice Archambaud cinque anni prima sulla stessa pista. Il record di Coppi (rettificato nel 1947 a 45,798 km) resistette per quattordici anni, fino al 1956, quando fu superato da Jacques Anquetil.
Nella primavera del 1942 Coppi si classifica quarto al Giro del Lazio, quinto al Giro di Toscana e al Giro dell'Emilia, ma non ottiene nessuna vittoria. Il 21 giugno a Roma si laurea per la prima volta campione italiano su strada superando allo sprint l'altro fuggiasco Mario Ricci; solo pochi giorni dopo, però, è vittima di una caduta in allenamento al velodromo Vigorelli di Milano, dove si procura la frattura della clavicola. Rimessosi in sella, nell'ottobre subito seguente si aggiudica il titolo italiano dell'inseguimento raggiungendo Cino Cinelli dopo 4160 m di gara. Su consiglio del massaggiatore Cavanna, Coppi decide quindi di puntare al record dell'ora, da cinque anni detenuto dal francese Maurice Archambaud.
Il 7 novembre, sulla pista del velodromo Vigorelli, si compie l'impresa: Coppi copre 115 giri e 151 metri, e stabilisce il nuovo record, 45,871 km, 31 metri in più del primato di Archambaud (la distanza percorsa sarà rettificata nel 1947 a 45,798 km). La prova, preparata dal campione in condizioni difficili, con poche possibilità di allenamenti dietro motori a causa del carburante razionato, viene compiuta in un clima surreale: la città è sotto bombardamenti e per evitare assembramenti in pista gli organizzatori comunicano un orario falso per l'inizio della prova, tanto che gli spalti dell'impianto rimangono semivuoti. Nonostante le tensioni belliche, l'indomani il primato (che vale a Coppi un premio di 25 000 lire messo in palio dalla Legnano) viene celebrato dalla Gazzetta dello Sport come prova della «forza e volontà della razza italiana».
Il giorno dopo il record, l'8 novembre, gli angloamericani sbarcano in Marocco e Algeria dando inizio all'Operazione Torch, mentre il 9 novembre comincia l'invio di truppe italo-tedesche a Tunisi e Biserta, nell'ottica di creazione di una testa di ponte in Tunisia. Anche Fausto Coppi, caporale del 38º Reggimento di fanteria della Divisione "Ravenna", riceve l'ordine di partire. La successiva sospensione delle competizioni a causa del conflitto giunge subito dopo le prime importanti vittorie di Coppi e tarpa le ali al giovane talento. La guerra di Coppi non dura però a lungo. Il 13 aprile 1943 il campione viene infatti catturato dagli inglesi a Capo Bon; il 17 maggio seguente viene introdotto nel campo di concentramento di Medjez el Bab, in Tunisia, passando poi al campo di Blida, vicino ad Algeri.
La prigionia in Africa si conclude il 1º febbraio 1945, quando il campione, in qualità di automobilista aggregato alla RAF in Italia, s'imbarca sul piroscafo Città di Orano in partenza da Algeri e diretto a Napoli, in un Sud Italia ormai sotto il controllo degli Alleati. Sin dall'arrivo in Italia il pensiero di Coppi, pur sofferente per lievi forme di malaria e ulcera gastrica, è capire come riprendere l'attività professionistica. A Caserta, servendo come autista per il tenente Towell della RAF, incontra il calciatore del Napoli Umberto Busani, che lo mette in contatto con Gino Palumbo, giornalista che lavora alla redazione sportiva della Voce e futuro direttore della Gazzetta dello Sport.
Proprio a questi si rivolge il ciclista: «Sono Coppi e vorrei tornare a correre, ma ho soltanto una bici militare con le gomme piene che mi procurano dolori continui. Il suo giornale mi può aiutare?» Palumbo lancia subito un appello: «Date una bicicletta a Fausto Coppi». Rispondono in tre. Viene scelta l'offerta di Giuseppe D'Avino, un falegname di Somma Vesuviana, che regala una Legnano da corsa, color verde oliva. E alla fine di aprile, su quella Legnano, Coppi torna a casa: da Caserta a Castellania, 800 chilometri in cinque giorni. Poi le corse. La rinascita di Coppi e anche quella dell'Italia. Nella primavera del 1945 Coppi riesce così a tesserarsi con la sezione ciclismo della Polisportiva S.S. Lazio, dove lo seguirà anche il fratello Serse. Con la S.S. Lazio Ciclismo si aggiudica, a distanza di tre anni dagli ultimi trionfi, cinque vittorie, la Coppa Salvioni e la Coppa Candelotti nel Lazio, e quindi il circuito degli Assi a Milano, il circuito di Ospedaletti e il circuito di Lugano, ristabilendosi definitivamente nel Nord Italia ormai libero. Il 22 novembre sposa Bruna Ciampolini.

### 1946-1947: il dopoguerra e la rivalità con Bartali

Gino Bartali (a sinistra) e Fausto Coppi, grandi rivali nel ciclismo dell'immediato dopoguerra

Nella primavera del 1946 riprendono le competizioni professionistiche dopo la fine della guerra. A inizio stagione Coppi lascia la Legnano di Pavesi e Bartali e firma per la Bianchi: per tutto il decennio successivo indosserà la famosa casacca bianco-celeste, dando vita a un leggendario binomio con la casa ciclistica milanese e a un'ancora più celebre rivalità con Bartali. Il cambio di maglia dà immediatamente i suoi frutti: il 19 marzo l'"Airone" vince infatti la Milano-Sanremo con una fuga solitaria di 151 km, iniziata insieme con altri quattro corridori e conclusa con ben 14 minuti di vantaggio sul secondo classificato, Lucien Teisseire, ultimo a staccarsi a Ovada. Curioso nell'occasione l'annuncio del radiocronista Nicolò Carosio, forse disorientato dal divario tra il piemontese e gli inseguitori: «Primo Fausto Coppi; in attesa del secondo classificato trasmettiamo musica da ballo». L'indomani la Gazzetta dello Sport avrebbe dedicato all'impresa l'intera prima pagina, titolando: «Fausto Coppi non vede più nessuno dal Turchino a Sanremo e piega alla sua volontà indomita ogni ostacolo della corsa sfinge».
In maggio è secondo al Campionato di Zurigo e si aggiudica il Giro di Romagna e il 15 giugno si ripresenta al via del Giro d'Italia a distanza di sei anni dal trionfo del 1940. In quel Giro i favoriti sono lui e Bartali. Coppi vince la Prato-Bologna, Bartali attacca nella Chieti-Napoli e infligge 4 minuti a Coppi. All'indomani dell'episodio di Pieris – la tappa Rovigo-Trieste viene neutralizzata a causa di una sassaiola sui ciclisti – l'"Airone" si aggiudica la frazione dolomitica di Auronzo di Cadore, mentre Bartali veste di rosa. Il giorno dopo, sempre sulle Dolomiti, Coppi attacca a Pocol, allunga sul Falzarego fino a essere virtuale maglia rosa ma a Bassano del Grappa vince con solo 1'12" sulla maglia rosa. Nella subito successiva Bassano-Trento l'alfiere della Bianchi guadagna altri 2'08" su Bartali, che però riesce a difendersi di misura: il Giro 1946 è di Bartali, con 47" su Coppi (che pure aveva gareggiato con una costola incrinata per una caduta) e ben 15'28" sul terzo classificato, Vito Ortelli. Nella seconda parte di stagione Coppi si aggiudica il Critérium du Trocadéro, il Grand Prix des Nations a cronometro, il Circuito di Lugano e infine, il 27 ottobre, il suo primo Giro di Lombardia, appuntamento autunnale che farà suo altre quattro volte, nel 1947, 1948, 1949 e 1954. La corsa si decide a cinque chilometri dall'arrivo, sul cavalcavia della Ghisolfa, a Milano, quando Coppi stacca i due compagni di fuga Luigi Casola e Michele Motta involandosi solo verso il traguardo del Vigorelli.
La stagione 1947 di Coppi si apre con un abbandono alla Milano-Sanremo (vince Bartali) e con la vittoria al Giro di Romagna. Coppi partecipa quindi al Giro d'Italia, rivaleggiando nuovamente con Bartali. La gara si accende subito: nella seconda tappa, la Torino-Genova, vince Bartali; due giorni dopo, nella Reggio Emilia-Prato, i due si sfidano sull'Abetone: all'arrivo prevale il campione piemontese, mentre Bartali veste la maglia rosa. L'atleta della Bianchi vince poi anche a Napoli, ma "Ginettaccio" resiste. A decidere la corsa sono, come nel 1946, le Dolomiti. La maglia rosa vince a Pieve di Cadore, portando a 2'41" il vantaggio su Coppi; l'indomani, nella Pieve di Cadore-Trento, è però vittima di due cadute, sia sulla salita sia sulla discesa del Falzarego. Coppi lo sorpassa e sul Pordoi allunga: dopo 150 km di fuga, vince a Trento con 4'24" di vantaggio, strappando la maglia rosa a Bartali. A Milano trionferà per la seconda volta Coppi, a sette anni dall'ultima vittoria, con 1'43" su Bartali.
Al successivo Giro di Svizzera Bartali stravince, con 40'06" su Coppi (entrambi esclusi dal Tour de France dalla squadra italiana, temendo che la loro rivalità potesse compromettere la vittoria finale); quest'ultimo riesce comunque a trionfare nella Losanna-Ginevra, cronometro di 60,6 km al penultimo giorno di gara, infliggendo 6'47" al rivale. Il 31 agosto l'"Airone" vince anche il Giro del Veneto, dopo una fuga solitaria di 170 km. Nei due mesi seguenti si aggiudica in successione l'Attraverso Losanna con un attacco da finisseur, il Grand Prix des Nations a cronometro con 8'15" sul secondo Émile Idée, il titolo mondiale dell'inseguimento e il Giro dell'Emilia con 10'55" su Bartali secondo (dopo 155 km di fuga solitaria), cui aggiunge il successo nella classifica a punti del campionato italiano professionisti su strada, assegnato dopo cinque prove. Il 26 ottobre trionfa infine per la seconda volta al Giro di Lombardia. In quella gara, dopo aver raggiunto in solitaria e staccato il fuggitivo Fiorenzo Magni in Valbrona, s'invola per 59 km e all'Arena Civica di Milano precede di 5'24" il secondo, Gino Bartali. La stagione non è conclusa: nell'inverno tra il 1947 e il 1948 Coppi, forte di importanti ingaggi, si dedica alle riunioni su pista, partecipando a ventuno gare di inseguimento e primeggiando su rivali come Rik Van Steenbergen, Antonio Bevilacqua e Theo Middelkamp.

### 1948: la doppietta Sanremo-Lombardia e le squalifiche
Il 14 marzo 1948 vince in volata la quarta edizione dell'Omloop Het Volk a Gand, ma viene retrocesso al secondo posto per un cambio di ruota non consentito. Il 19 marzo si aggiudica la sua seconda Milano-Sanremo: nell'occasione scatta su Capo Mele, stacca i tre compagni di fuga e arriva a Sanremo con un vantaggio di 5'17" sui primi inseguitori, Vittorio Rossello e Fermo Camellini, e con 9'04" su Bartali. Dopo il quinto posto al Giro di Toscana, vinto da Bartali grazie a un attacco sulla salita di San Giovanni, prende parte al Giro d'Italia. Nella Corsa Rosa duella inizialmente con Bartali, ma finisce presto per controllarsi con il rivale, consentendo così l'allungo in classifica degli altri pretendenti al successo; nella tappa Bari-Napoli va inoltre in porto una fuga di 250 km che porta alcuni atleti, quali Vito Ortelli, Fiorenzo Magni ed Ezio Cecchi, a guadagnare in un giorno solo 13'23" sui due campioni. Coppi allora reagisce, va all'attacco sul passo Monte Croce di Comelico e vince in solitaria, con 3'12" sul secondo, la sedicesima tappa, la Auronzo di Cadore-Cortina d'Ampezzo. L'indomani, nella Cortina-Trento, stacca tutti già a 145 km dall'arrivo, allunga sul Pordoi e vince con 2'51" su Ortelli e 7'20" su Bartali e Cecchi: di rosa veste Magni.
Scoppia però la polemica: la Bianchi di Coppi e la Cimatti di Cecchi presentano infatti reclamo per le spinte ricevute da Magni sul Pordoi. La giuria si limita a penalizzare Magni di 2 minuti: il campione toscano può così conservare il primato e, due giorni dopo, vincere il Giro (tra i fischi del Vigorelli di Milano) con soli 11 secondi di margine su Cecchi. La Bianchi allora si ritira in blocco, per protesta, e in risposta l'Unione Velocipedistica Italiana infligge un mese di squalifica ai ciclisti della squadra, tra cui Coppi (che vince comunque la classifica del GPM di quel Giro). Sempre sull'onda della protesta della Bianchi, al seguente Tour de France Coppi non partecipa. L'8 agosto si aggiudica comunque la Tre Valli Varesine battendo in volata Bartali, fresco trionfatore della Grande Boucle. Al successivo campionato del mondo di Valkenburg, il 22 agosto, viene toccato l'apice della rivalità tra i due campioni: Coppi e Bartali, capitani della selezione italiana, si guardano, si controllano a vicenda, si marcano per tutta la prova; una volta che la gara è compromessa, si ritirano congiuntamente.
Per la condotta scriteriata (l'evento divenne noto come "la vergogna di Valkenburg") l'UVI squalifica Bartali e Coppi per due mesi, poi ridotti a uno, a partire dal 1º settembre: la delibera, a firma del presidente Adriano Rodoni, affermava che i due campioni, «dimentichi dell'essere loro affidato di tenere alto il prestigio italiano, soggiacendo ad antagonismo personale, si sottraevano alla competizione suscitando l'unanime riprovazione degli sportivi». Anche il campionato mondiale d'inseguimento, tenutosi il 26 agosto ad Amsterdam, non porta successi: Coppi viene infatti battuto in finale per soli due metri da Gerrit Schulte, unica sconfitta subita in ventiquattro gare su pista disputate. In virtù dello sconto di pena, comunque, Coppi rientra presto alle gare su strada e il 10 ottobre vince in solitaria il suo terzo Giro dell'Emilia. Trascorrono due settimane e Coppi fa suo per la terza volta consecutiva il Giro di Lombardia: nell'occasione, dopo aver attaccato a 83 km dall'arrivo, fa segnare il record di ascesa del Ghisallo (25'30" sugli 8,8 km di salita, 1'43" meglio del precedente primato) e va a trionfare con 4'45" di margine sul primo inseguitore, Adolfo Leoni.

### 1949: il dominio a Giro e Tour e la consacrazione
(Frase pronunciata da Mario Ferretti all'apertura della radiocronaca della Cuneo-Pinerolo, terzultima tappa del Giro d'Italia del 1949)

Fausto Coppi in maglia gialla nel 1952

Il 1949 è l'anno della definitiva consacrazione internazionale per Coppi. Il 19 marzo vince per la terza volta la Milano-Sanremo: quel giorno stacca gli avversari sul Capo Berta e arriva al traguardo con 4'17" sul gruppetto dei primi inseguitori. Dopo il secondo posto al Giro del Piemonte, l'8 maggio si aggiudica in solitaria anche il Giro di Romagna (terzo successo per lui) con 3'50" su Fiorenzo Magni e ben 10'30" su Gino Bartali. Al Giro d'Italia, partito da favorito, vince in volata la quarta tappa, la Cosenza-Salerno. Si rende poi protagonista nella frazione dolomitica da Bassano del Grappa a Bolzano, attaccando a 90 km dall'arrivo e superando in solitaria i tre passi di Pordoi, Campolongo e Gardena: a Bolzano precede di 6'58" la maglia rosa Adolfo Leoni (che conserva il primato) e il rivale Bartali. Otto giorni dopo, il 10 giugno 1949, firma quella che resterà la sua impresa più celebre, con 192 chilometri di fuga nella tappa Cuneo-Pinerolo, la terzultima di quella Corsa Rosa. Approfittando di una foratura di Bartali ad Argentera, Coppi va all'attacco in solitaria e dopo Maddalena, Vars, Izoard, Monginevro e Colle del Sestriere (e ben cinque forature), arriva al traguardo da vincitore, con 11'52" sul secondo, lo stesso Bartali, e 20'04" sul terzo, Alfredo Martini. Il giornalista Mario Ferretti apre la sua radiocronaca con una frase entrata nella storia del ciclismo: «Un uomo solo è al comando; la sua maglia è bianco-celeste; il suo nome è Fausto Coppi». L'"Airone" vince quel Giro con 23'47" su Bartali e 38'27" su Giordano Cottur.
Conquistato il terzo Giro, Coppi affronta il suo primo Tour de France: in quella corsa è co-capitano della Nazionale con Bartali, e prima di partire i due, su pressione del commissario tecnico Alfredo Binda, firmano il cosiddetto "patto di Chiavari", in cui s'impegnano a non ostacolarsi durante la gara. Il Tour di Coppi parte però molto male, e dopo le prime quattro tappe il campione piemontese perde già 18 minuti dalla maglia gialla Jacques Marinelli. Nella quinta tappa, la Rouen-Saint-Malo, Coppi va in fuga poco dopo il via, ma dopo circa 100 chilometri (tra Pontfarcy e Avranches) una collisione con Marinelli gli costa la rottura della forcella della bicicletta. Il direttore sportivo Giovanni Tragella gli passa subito la bici del gregario Mario Ricci, Coppi però non riparte e richiede la bicicletta di riserva, che però è sull'ammiraglia principale guidata da Binda, al seguito di Bartali e ferma al rifornimento. Nell'attesa si siede sul marciapiede e matura propositi di ritiro: l'arrivo di Binda in motocicletta, con la bici sottobraccio, e le sue parole, che ricordano a Coppi il patto di Chiavari, convincono l'"Airone" a ripartire. Conclude la tappa con 18'43" da Marinelli, e in classifica scivola a 36'55".
Tre giorni dopo Coppi si rifà e vince la cronometro di La Rochelle (92 km) con 4'31" su Bartali e 7'32" su Marinelli. La maglia gialla passa poi a Fiorenzo Magni (della squadra Cadetti), grazie a una fuga a quattro nella decima tappa, la San Sebastián-Pau; due giorni dopo, nel tappone pirenaico Pau-Luchon, Coppi chiude terzo (lo precedono Jean Robic e Lucien Lazaridès) ma guadagna 4'37" su Bartali e 16'03" su Magni, che mantiene comunque il primato. La corsa si decide sulle Alpi. Il 18 luglio, nella Cannes-Briançon, Coppi e Bartali riprendono Ferdi Kübler e attaccano insieme sull'Izoard: vince Bartali, nel giorno del trentacinquesimo compleanno, davanti a Coppi; il toscano veste di giallo con soli 1'22" sul rivale, mentre Magni perde 12'12". L'indomani, nella Briançon-Aosta, Coppi e Bartali allungano insieme sul Piccolo San Bernardo, ma in discesa la maglia gialla prima fora, poi cade. Coppi fa per aspettarlo, Binda gli impone però di proseguire: in 42 km l'"Airone" guadagna così 4'55", vince e veste di giallo. Robic è il primo degli inseguitori, terzo, a 10'16". Nella cronometro del penultimo giorno, 137 km da Colmar a Nancy, vince ancora Coppi, con ben 7'02" sul secondo, Bartali. È il trionfo per Coppi, che l'indomani al Parco dei Principi festeggia la vittoria all'esordio nella Grande Boucle: nessuno prima di lui era riuscito a centrare la doppietta Giro-Tour nello stesso anno. In classifica Bartali è secondo a 10'55", Marinelli terzo a 25'13".
Al campionato del mondo su strada di Copenaghen del 21 agosto, su un tracciato adatto ai velocisti, si piazza terzo alle spalle del "principe delle volate" Rik Van Steenbergen e di Ferdi Kübler; al successivo campionato del mondo di inseguimento di Ordrup indossa invece la maglia iridata del 1947 battendo in finale Lucien Gillen. L'11 settembre fa suo il Giro del Veneto grazie a una fuga solitaria di 122 km e a seguire si aggiudica la classifica finale del campionato italiano professionisti, assegnato dopo cinque prove. Conclude la stagione trionfando al Giro di Lombardia: decisivo è l'allungo a 56 km dall'arrivo che gli consente di imporsi con 2'52" su Kübler e la nuova media record. È in quell'anno che – per i numerosi trionfi, spesso schiaccianti, conseguiti in stagione dal campione piemontese, ma soprattutto per la storica doppietta Giro-Tour – si afferma definitivamente sulla stampa italiana il "fenomeno Coppi": appellato unanimemente come "Campionissimo", soprannome già di Girardengo, arriva a essere definito, dal giornalista Gianni Brera nella Gazzetta dello Sport del 27 luglio 1949, «una invenzione della natura per completare il modestissimo estro meccanico della bicicletta».

### 1950-1951: gli infortuni e la morte di Serse

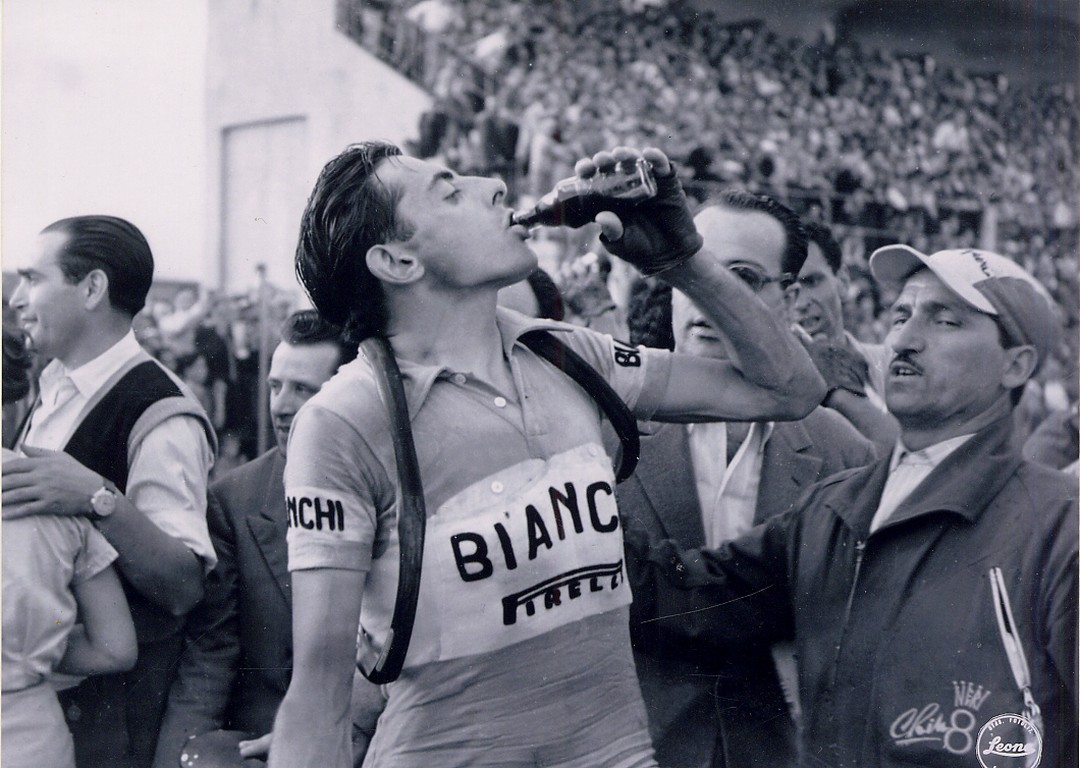
Fausto Coppi all'arrivo della 9 tappa della 34ª edizione del Giro d'italia

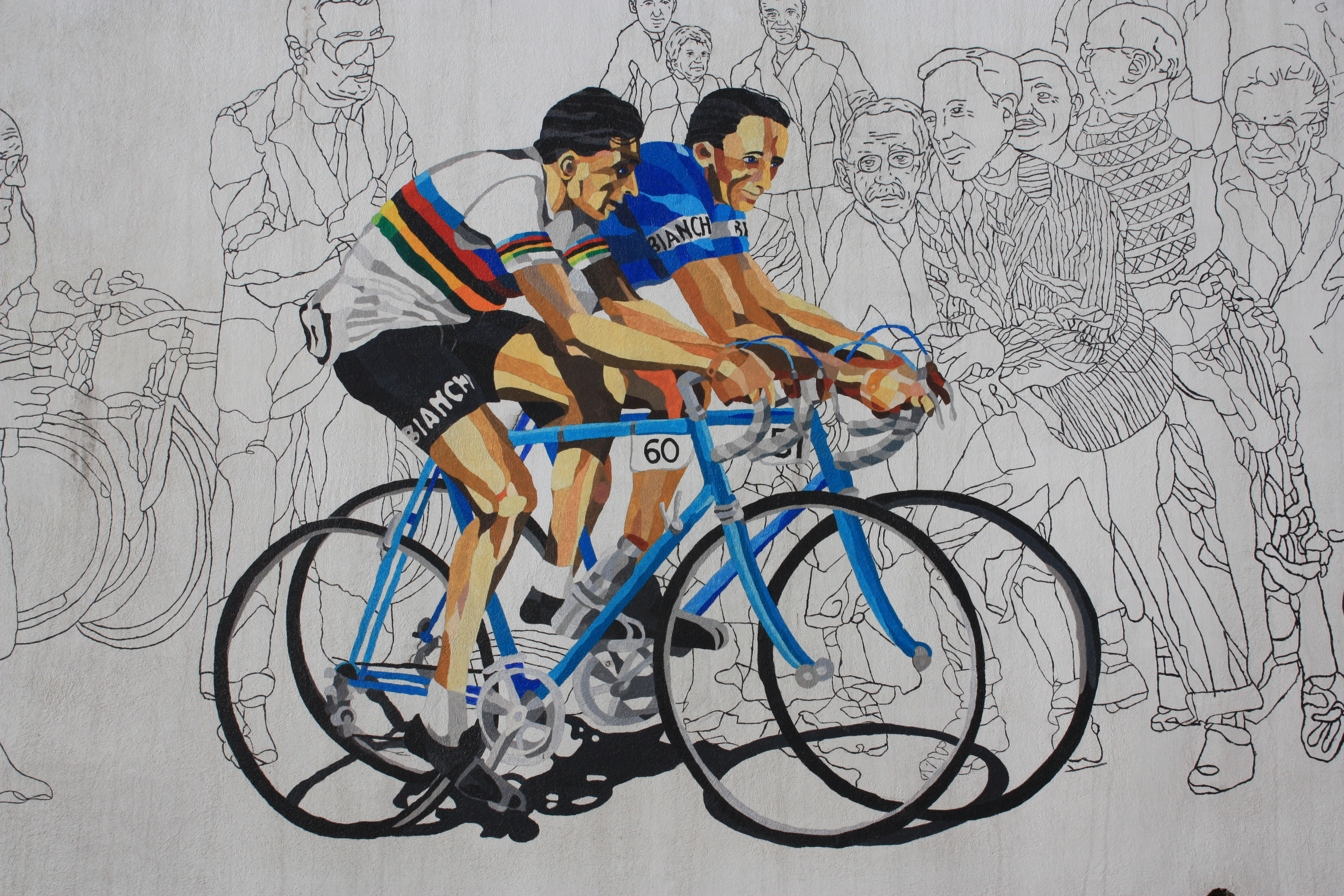
Murale a Castellania che ritrae Fausto Coppi (in maglia iridata) con il fratello Serse

Il 1950 di Coppi inizia con il quarto posto alla Milano-Sanremo (vinta da Bartali), e prosegue con i successi al Giro di Reggio di Calabria, alla Parigi-Roubaix, nella prima frazione della seconda tappa della Roma-Napoli-Roma, che conclude al secondo posto generale, e alla Freccia Vallone. Alla Roubaix l'ormai "Campionissimo" va all'attacco al rifornimento di Arras, stacca tutti a 45 km dall'arrivo e trionfa con 2'41" su Maurice Diot e 5'24" su Fiorenzo Magni; un curioso aneddoto è legato a Diot, che sul traguardo alza le braccia al cielo come se avesse vinto, e quindi dichiara: «Ho vinto la Roubaix. Coppi era fuori concorso». Alla Freccia Vallone Coppi s'impone invece con una fuga iniziata a 85 km dal traguardo e conclusa a Liegi con 6'05" di margine sul secondo, Raymond Impanis. Dopo le vittorie nelle classiche, alla Tre Valli Varesine, valida come campionato italiano su strada, Coppi viene declassato per essersi aggrappato alla maglia di Bartali nella volata per il diciottesimo posto. I due rivali si ritrovano al Giro d'Italia: dopo una prima settimana interlocutoria, l'ottava tappa, la Brescia-Vicenza, va a Hugo Koblet, che veste di rosa con 3'38" su Coppi e 6'12" su Bartali. Nella tappa dell'indomani, la Vicenza-Bolzano (è il 2 giugno), in prossimità delle Scale di Primolano Coppi viene inavvertitamente urtato da un altro corridore, Armando Peverelli, e cade, dovendosi ritirare; all'ospedale di Trento la diagnosi è senza appello: frattura tripla del bacino, niente Tour de France e stagione compromessa. Rientra alle gare in ottobre, cogliendo il terzo posto al Giro di Lombardia e il secondo, in coppia con il fratello Serse, al Trofeo Baracchi.
Anche la stagione 1951 si apre negativamente: l'11 marzo alla Milano-Torino, infatti, Coppi è vittima di una caduta che gli causa la frattura della clavicola. Rientrato alle gare in maggio, si piazza secondo al Giro di Romagna. Partecipa poi al Giro d'Italia. In quella Corsa Rosa si aggiudica la cronometro Perugia-Terni (81 km, la più lunga nella storia del Giro) con 1'07" sull'astro nascente Louison Bobet, 1'24" su Koblet e ben 5'13" su Bartali, mentre nella prova contro il tempo tra Rimini e San Marino si piazza secondo, battuto da Giancarlo Astrua. Vince poi, in volata, il tappone dolomitico da Cortina d'Ampezzo a Bolzano del terzultimo giorno. Conclude la gara al quarto posto, a 4'04" dal vincitore Magni (secondo successo per lui) e preceduto anche da Van Steenbergen e Ferdi Kübler. Il destino si accanisce il 29 giugno seguente. A 2 km dal traguardo del Giro del Piemonte, a causa delle rotaie del tram, il fratello di Fausto, Serse Coppi (suo gregario alla Bianchi), incorre in una caduta.
Sembra nulla di grave e Serse, pur avendo battuto la testa, si rialza e termina la gara. La sera in albergo, però, si sente male e poche ore dopo muore per emorragia cerebrale: aveva ventotto anni. Fausto è sconvolto dal dolore e medita il ritiro dalle corse. Pochi giorni dopo, il 4 luglio, è comunque – pur in condizioni fisiche e psicologiche non ottimali – al via del Tour de France. In quella Grande Boucle risulta inizialmente competitivo e coglie un secondo posto nella tappa pirenaica da Tarbes a Luchon, battuto in volata da Koblet; due giorni dopo, però, nella Carcassonne-Montpellier, va in profonda crisi e conclude a 33'33" dal vincitore Koblet, evitando per pochi secondi di andare oltre il tempo massimo. Ripresosi, cinque giorni dopo ottiene il successo nella frazione alpina Gap-Briançon, precedendo di 3'43" Roger Buchonnet e di 4'09" la maglia gialla Koblet: in classifica chiude però lontano, decimo, a 46'51" dal vincitore Koblet. Dopo quel Tour si classifica secondo al Grand Prix des Nations a cronometro, vince la seconda edizione del Gran Premio di Lugano a cronometro e si piazza terzo al Giro di Lombardia, superato nello sprint ristretto del Vigorelli di Milano da Louison Bobet e Giuseppe Minardi.

### 1952: la seconda doppietta Giro-Tour
Nel 1952, dopo due anni sofferti e con alterne fortune, Coppi torna a vincere. Apre la stagione con il secondo posto alla Parigi-Roubaix (Rik Van Steenbergen lo batte in una volata a due), il quarto al Giro di Romagna e il terzo al Giro dell'Emilia, e si presenta quindi al Giro d'Italia. Il favorito è Koblet, vincitore del Tour 1951: già nella seconda tappa, però, lo svizzero rimane attardato, perdendo cinque minuti. Nella prima settimana Coppi vince la breve cronometro Roma-Rocca di Papa, dando 1'59" a Kübler, 2'45" a Bartali e 3'03" allo stesso Koblet; cinque giorni dopo, al termine della Riccione-Venezia, vinta da Van Steenbergen, veste di rosa. Il 29 maggio è il giorno del tappone dolomitico, 276 km da Venezia a Bolzano. Coppi attacca sul Falzarego, a 75 km dall'arrivo, quindi s'invola scalando in solitaria il Pordoi e il Sella: a Bolzano vince con 5'20" su Bartali e Magni, e consolida il primato. La cronometro Erba-Como di tre giorni dopo, in cui Coppi s'impone con 15" su Koblet, serve a suggellare il trionfo finale: a Milano il "Campionissimo" vince per la quarta volta il Giro, precedendo in classifica il secondo e il terzo, Magni e Kübler, di 9'18" e 9'24" rispettivamente.
Tre settimane dopo il Giro, Coppi partecipa al Tour de France come co-capitano della selezione italiana insieme con Bartali e Magni. Quest'ultimo prende la maglia gialla vincendo a Metz, nella sesta tappa; il giorno dopo, nella cronometro Metz-Nancy, la vittoria è invece di Coppi. Lo stesso accade il 4 luglio, nella Losanna-Alpe d'Huez, quando, nel primo arrivo sull'Alpe nella storia della Grande Boucle, il campione piemontese riesce a imporsi con 1'20" su Jean Robic e 2'22" su Stan Ockers, e a vestire di giallo con soli 5" su Ockers. Quel giorno, sul Colle del Galibier, Carlo Martini scatta la foto di un'epoca, immortala Coppi davanti, Bartali dietro e una bottiglia in mezzo. Dopo la giornata di riposo, la corsa riprende con il tappone alpino Le Bourg-d'Oisans-Sestriere, 182 km con cinque colli – Croix-de-Fer, Télégraphe, Galibier, Monginevro e Sestriere – da scalare.
È sul terzo, il Galibier, che il "Campionissimo" va via in solitaria: arriverà al traguardo con 7'09" sul secondo, Bernardo Ruiz, e 9'33" su Ockers. Sui Pirenei è quindi ancora lui a dominare, vincendo la diciottesima tappa, da Bagnères-de-Bigorre a Pau; infine sua è anche la terzultima frazione, la Limoges-Puy-de-Dôme. Nella graduatoria finale va a precedere Ockers di 28'27", Ruiz di 34'38", Bartali di 35'25", e fa sua anche la classifica scalatori della corsa. È per lui, dopo quanto realizzato nel 1949, la seconda vittoria al Tour e la seconda doppietta Giro-Tour. Il 7 agosto seguente, a pochi giorni dal successo di Parigi, il campione è però vittima di una caduta in pista a Perpignano: si frattura la scapola e la clavicola sinistre ed è costretto a interrompere temporaneamente l'attività. Ritornato alle gare, vince il Gran Premio di Lugano a cronometro e, in novembre, due frazioni, la cronometro a squadre e la classifica finale del Gran Premio del Mediterraneo, prova a tappe organizzata quell'anno dalla Gazzetta dello Sport nel Sud Italia.

### 1953: il quinto Giro e il titolo mondiale su strada
Dopo la trionfale stagione 1952, Coppi inizia il 1953 con il nono posto alla Milano-Sanremo. Tra maggio e giugno partecipa quindi al Giro d'Italia, rinnovando la sfida a Hugo Koblet. Il piemontese vince allo sprint la quarta tappa, la San Benedetto del Tronto-Roccaraso, ma tre giorni dopo Koblet conquista la cronometro di Follonica e veste la maglia rosa. La cronometro a squadre di Modena, vinta dalla Bianchi di Coppi, consente al "Campionissimo" di avvicinare in classifica, a soli 55", lo svizzero in rosa; questi però, superate indenne le prime montagne, attacca nella diciottesima tappa, la Vicenza-Auronzo di Cadore, e al traguardo guadagna ancora 1'04" sul rivale. La gara si decide nelle ultime due frazioni di montagna. Il 31 maggio è il giorno del tappone dolomitico da Auronzo a Bolzano. Coppi va all'attacco sul Falzarego, seguito a ruota da Koblet e Pasquale Fornara; nella successiva discesa Koblet riesce a staccare i due italiani, scala in solitaria il Pordoi, ma sul passo Sella viene ripreso e superato da Coppi, che scollina con 1'25" di vantaggio.
La tappa non è finita: a 20 km dal traguardo, infatti, Koblet completa il nuovo ricongiungimento. A Bolzano vince l'"Airone" su Koblet, ma il Giro, su ammissione dello stesso Coppi (staccato in classifica di 1'59"), sembra ormai nelle mani dello svizzero. La tappa dell'indomani, la Bolzano-Bormio, è breve, solo 125 km, ma si scala per la prima volta il Passo dello Stelvio, 2758 m. Sulle inedite rampe Coppi compie la rimonta: prima suggerisce al giovane Nino Defilippis di attaccare, poi, una volta che Koblet si è lanciato all'inseguimento, scatta anche lui a 11 km dalla vetta riprendendo e superando il rivale. Koblet va in crisi, scollina a 4'27" da Coppi e tenta di recuperare nei 20 km di discesa, ma cade due volte ed è anche vittima di una foratura: conclude la tappa a 3'28" da Coppi, sconfitto in classifica per solo 1'29". La Corsa Rosa va così per la quinta volta al "Campionissimo" Coppi, che eguaglia il primato di vittorie di Alfredo Binda.

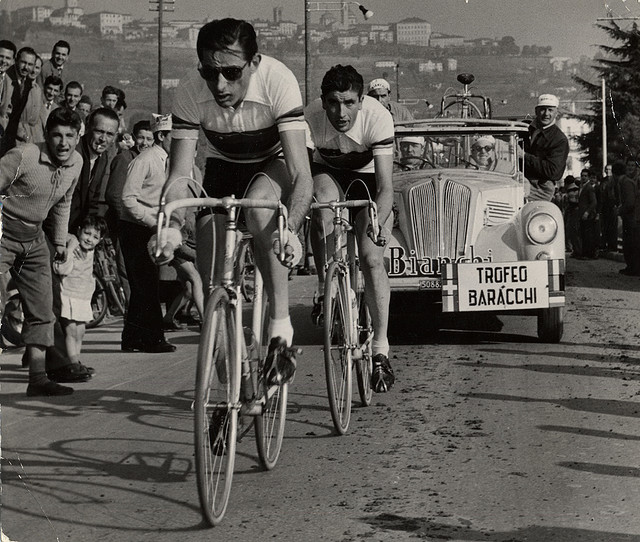
Fausto Coppi con Riccardo Filippi al Trofeo Baracchi nel 1953

Al Tour de France Coppi non partecipa, lo si vedrà da semplice tifoso sull'Izoard insieme con Giulia Occhini, la futura "Dama Bianca". Il 30 agosto seguente prende invece parte al campionato del mondo su strada di Lugano. Il campione piemontese vuole vincere, e quel giorno è protagonista. A 85 km dal traguardo va infatti all'attacco sulle rampe della Crespera di Breganzona: il suo allungo, su un tratto al 10% con un rapporto 51×11, è secco, e a ruota riesce a rimanergli solo il passista belga Germain Derycke. I due, nonostante i tentativi di controffensiva degli inseguitori (tra cui Stan Ockers, Louison Bobet, Ferdi Kübler, Charly Gaul), staccano presto tutti. Coppi però sa che il rivale è veloce, e a 30 km dall'arrivo, al penultimo passaggio sulla Crespera, allunga ancora riuscendo a staccare Derycke.
Da lì all'arrivo è una cavalcata solitaria: Coppi vince in solitudine con 6'16" su Derycke, 7'33" su Ockers e Michele Gismondi; più indietro tutti gli altri. Cinque giorni dopo il trionfo, Coppi sfida il campione del mondo di inseguimento Sydney Patterson in un incontro al Vigorelli e, davanti a un pubblico in visibilio, lo batte in 6'02"2. Quella prestazione, unitamente alla vittoria di Lugano, con l'agognato titolo iridato su strada, unico grande alloro fin lì assente nel suo palmarès, segna il punto più alto della carriera del "Campionissimo", ma costituisce anche, considerata l'età (quasi 34 anni), l'inizio dell'inevitabile parabola discendente. Coppi conclude comunque la stagione con il successo al Trofeo Baracchi a cronometro in coppia con Riccardo Filippi (secondo, in coppia con Antonin Rolland, è un giovane Jacques Anquetil).

### 1954-1955: le ultime vittorie
Nella primavera del 1954 Coppi ottiene numerosi successi in maglia iridata: si aggiudica una tappa alla Parigi-Nizza, vince il Giro di Campania e due frazioni alla Roma-Napoli-Roma e chiude inoltre quarto in volata alla Milano-Sanremo e secondo al Giro di Reggio di Calabria. In maggio prende il via al Giro d'Italia in cerca del sesto successo: sarebbe un record. La corsa si apre con una cronometro a squadre sul Monte Pellegrino, nei dintorni di Palermo: vince il trio della Bianchi, e Coppi indossa la maglia rosa (sarà l'ultima della sua carriera). L'indomani, nella Palermo-Taormina, il "Campionissimo" va però in crisi per problemi intestinali (si disse a causa di una mangiata di ostriche), perde 11 minuti e mezzo e saluta il primato. La corsa si decide nella sesta tappa, la Napoli-L'Aquila, quando una fuga di 224 km condotta da sette uomini porta il gregario Carlo Clerici a vincere con mezz'ora sul gruppo e a vestire di rosa; Coppi scivola a 39 minuti.
Le successive montagne non scalzano Clerici dalla testa della classifica: l'italo-svizzero cede infatti pochi secondi dai migliori sull'Abetone e nella cronometro di Riva del Garda. Nel decisivo tappone San Martino di Castrozza-Bolzano, Coppi attacca sul Pordoi, ma Clerici resiste e scollina con soli 12" di distacco, tiene il passo del campione piemontese sul Campolongo, ma si stacca quindi in discesa a causa di una caduta. Il provvidenziale rientro di Koblet, compagno di squadra di Clerici, e il suo contributo nella discesa dal Gardena sono decisivi: a Bolzano vince Coppi, ma con soltanto due minuti di vantaggio sulla maglia rosa. La tappa dell'indomani, con il Bernina (nel giorno dello sciopero dei ciclisti, in lite con gli organizzatori per alcuni mancati premi), non cambia gli equilibri: il Giro 1954 va a Clerici, Coppi è quarto a 31'17", consolandosi con il successo nella classifica scalatori.
Il Giro del 1954 è il primo con al via formazioni sponsorizzate, sono la Nivea-Fuchs di Fiorenzo Magni e la Doniselli-Lansetina di Antonio Bevilacqua. Si tratta di una novità tutta italiana, che però non piace all'estero, specialmente in Francia. Al successivo Tour de France l'Unione Velocipedistica Italiana decide allora, in segno di protesta verso la chiusura dei francesi all'ingresso nel ciclismo di sponsor esterni (Jacques Goddet, patron del Tour, arriva ad accusare gli italiani di portare il veleno nel ciclismo), di non schierare la squadra nazionale al via della corsa. Il presidente Adriano Rodoni dichiara: «La nostra partenza è resa impossibile dal nuovo regolamento da voi stabilito che non permette agli atleti di portare scritte pubblicitarie». Coppi non partecipa così alla Grande Boucle. In agosto corre invece il Giro di Svizzera, si aggiudica due tappe e conclude la gara al quinto posto; al successivo campionato del mondo di Solingen è invece sesto, nella gara vinta da Bobet. Tra ottobre e novembre, infine, centra un prestigioso tris, facendo suoi la Coppa Bernocchi, il Giro di Lombardia e il Trofeo Baracchi, ancora in coppia con Riccardo Filippi. Il Giro di Lombardia 1954 è l'ultima vittoria dell'"Airone" in una grande classica, la quinta nell'importante prova autunnale, e arriva, a differenza degli altri successi, grazie a una volata: attivo per tutta la corsa ma ogni volta ripreso, Coppi riesce a prevalere allo sprint per tre lunghezze su Fiorenzo Magni e il resto del gruppo.
Nel 1955 il "Campionissimo", nonostante le vicende legate alla relazione extraconiugale con Giulia Occhini, appare di nuovo in ottima forma. In quella primavera vince il Giro di Campania, si piazza secondo alla Parigi-Roubaix (battuto per distacco da Jean Forestier) e al Giro di Romagna, e si aggiudica quindi la semitappa conclusiva del Gran Premio Ciclomotoristico a Roma. Al successivo Giro d'Italia coglie, nelle prime due settimane, tre secondi posti di tappa. Nella penultima frazione, però, da Trento a San Pellegrino Terme, il "Campionissimo" va all'attacco a 160 km dall'arrivo, nei pressi di Roncone, insieme con Fiorenzo Magni. Gastone Nencini, in maglia rosa, si riporta inizialmente su di loro, ma fora lungo una strada in ghiaia ed è costretto a rialzarsi: al traguardo perderà 5'37" da Magni e Coppi. La vittoria di tappa va a Coppi, in quello che sarà il suo ultimo acuto nella "Corsa Rosa", mentre il successo finale è appannaggio di Magni, con soli 13" di vantaggio sullo stesso Coppi. In chiusura di stagione, il 18 settembre, Coppi coglie la sua ultima affermazione in una corsa in linea, al Giro dell'Appennino, in solitaria con 2'03" sul secondo, Bruno Monti. L'"Airone" si aggiudica poi pure la Tre Valli Varesine – in quella stagione eccezionalmente trasformata in una prova a cronometro sui 100 km – e, come nel 1953 e nel 1954, il Trofeo Baracchi in coppia con Riccardo Filippi. Le vittorie in Campania, all'Appennino e nella Tre Valli, oltre al piazzamento al Romagna, gli valgono anche la conquista del suo quarto titolo nazionale per stradisti (classifica dopo cinque prove).

### 1956-1959: gli ultimi anni
Nel 1956, con la nuova maglia della Carpano-Coppi, Coppi ottiene risultati solo nella seconda parte di stagione: si piazza secondo alla Coppa Bernocchi, vince il Gran Premio Campari a cronometro a Lugano ed è infine secondo al Trofeo Baracchi, sempre in coppia con Filippi. In quell'autunno spicca anche il secondo posto colto da Coppi al Giro di Lombardia, con la gara che, dopo numerosi attacchi e contrattacchi, si risolve allo sprint: il campione piemontese supera Magni sul rettilineo finale del Vigorelli, a 50 metri dall'arrivo, ma a soli 20 metri viene sorpassato e infine battuto da André Darrigade. La delusione per la sconfitta è tale da spingere Coppi a un pianto a dirotto che commuove tifosi e avversari; lo stesso Darrigade si dirà "addolorato" per averlo battuto.
Il 1957 inizia male perché in febbraio, in un circuito in Sardegna, cade fratturandosi il collo del femore sinistro; parve che la sua carriera fosse finita, invece dopo una faticosa riabilitazione torna alle corse e il 4 novembre 1957, sempre in maglia Carpano, Coppi ottiene al Trofeo Baracchi, in coppia con Ercole Baldini, campione emergente laureatosi quell'anno campione nazionale su strada, l'ultimo trionfo su strada. In quella prova, 108 km a cronometro, Baldini fora a 30 km dall'arrivo e Coppi, essendo in difficoltà e allo scopo di poter poi rallentare e tirare il fiato, decide di proseguire, venendo per questo motivo insultato dal pubblico. Il rientro di Baldini consente alla coppia di vincere, anche se per soli 5 secondi.
Nel 1958 Coppi torna alla Bianchi-Pirelli. Durante l'anno vince la Sei giorni di Buenos Aires; su strada prende invece parte al suo ultimo Giro d'Italia, concludendolo al trentaduesimo posto, e alle classiche del calendario italiano (è settimo alla Tre Valli Varesine e nono al Giro del Piemonte). A fine stagione partecipa anche, pur come gregario "di lusso", al campionato del mondo di Reims vinto da Ercole Baldini. Nel 1959 l'"Airone", ormai trentanovenne, gareggia con la maglia della Tricofilina-Coppi, sotto la direzione del suo storico ex gregario Ettore Milano, ma non ottiene vittorie eccetto che in alcuni criterium e riunioni su pista; spicca comunque la partecipazione, la prima e unica della sua carriera, alla Vuelta a España, conclusasi per con un ritiro insieme alla squadra. Nell'autunno di quel 1959 nasce intanto il progetto di una San Pellegrino Sport, la formazione diretta da Gino Bartali, capitanata proprio da Fausto Coppi, all'ultima stagione da professionista prima del ritiro definitivo, annunciato per la fine del 1960. I due grandi rivali sotto la stessa bandiera, come vent'anni prima alla Legnano: il progetto però non si concretizzerà, per la morte del "Campionissimo".

## La morte

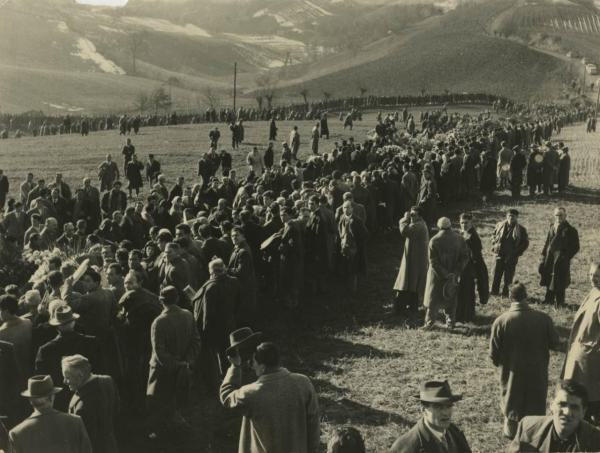
I funerali di Fausto Coppi, a Castellania, seguiti da 50000 persone

Il 10 dicembre del 1959, subito dopo essere stato ingaggiato dalla "San Pellegrino Sport", la squadra appena costituita dall'amico ed ex rivale Gino Bartali, Coppi parte con alcuni amici ciclisti francesi - fra cui Raphaël Géminiani, Jacques Anquetil, Roger Rivière, Henry Anglade e Roger Hassenforder - per un viaggio nell'Alto Volta. Il 13 dicembre è infatti in programma una corsa ciclistica, un criterium, a Ouagadougou (vincerà Anquetil davanti a Coppi), accompagnata il giorno successivo da alcune battute di caccia nelle riserve di Fada N'gourma e Pama, non lontano dalla capitale. Dopo la caccia Coppi e Géminiani tornano all'accampamento di Fada N'gourma, occupano la stessa camera e nella notte vengono assaliti dalle zanzare, contraendo la malaria. L'indomani i due sono stanchi e debilitati; rientrano insieme in aereo a Parigi, poi si separano: il francese torna a Clermont-Ferrand, l'"Airone" a casa a Novi Ligure.
Il 20 dicembre Coppi e Géminiani si telefonano: sono entrambi febbricitanti. Quella stessa sera Géminiani perde conoscenza e viene ricoverato. La moglie Anne-Marie allerta immediatamente uno specialista di malattie tropicali, che invia una provetta di sangue all'Istituto Pasteur di Parigi. I medici rilevano la presenza nel sangue del plasmodium falciparum, il protista responsabile nell'uomo della malaria terzana maligna, la forma più violenta della malattia. Géminiani resta in coma otto giorni, ma viene curato con il chinino e salvato: si risveglierà il 5 gennaio. Coppi si reca invece all'incontro di calcio Genoa-Alessandria, spinto anche dalla curiosità di vedere all'opera l'astro nascente del calcio alessandrino Gianni Rivera, e nei giorni seguenti si reca anche a caccia nella sua riserva di Incisa Scapaccino.
Il 27 dicembre Coppi si mette a letto con febbre alta, nausea e brividi; due giorni dopo i parenti chiamano il dottor Allegri di Serravalle Scrivia, che a sua volta chiama a consulto il primario dell'ospedale di Tortona, prof. Astaldi, ma i due non riescono a fornire una diagnosi. Nel pomeriggio del 1º gennaio le condizioni del campione si aggravano ulteriormente: a Tortona giunge per un altro consulto anche il professor Fieschi, dell'Università di Genova. Coppi viene ricoverato d'urgenza prima a Novi e poi a Tortona: alle 22 del 1º gennaio perde conoscenza, alle 23 è in "pericolo di vita", all'una di notte riprende conoscenza e parla con Ettore Milano, suo storico gregario; subito dopo entra in coma. All'ammalato è praticata una cura intensa a base di antibiotici e cortisonici, ma Coppi non reagisce. Non riprende più conoscenza e muore alle 8:45 del 2 gennaio 1960, all'età di 40 anni.
I medici avevano sbagliato diagnosi, ritenendo Coppi affetto da un'influenza più grave del consueto, nonostante già a fine dicembre la moglie e il fratello di Géminiani, Angelo, avessero telefonato dalla Francia per avvertire che a Raphaël era stata diagnosticata la malaria (raccontarono i congiunti di Géminiani che i medici italiani avevano risposto loro di pensare al proprio paziente, ché loro avrebbero provveduto a Coppi). Anche nella provetta del sangue prelevato a Coppi fu trovato il plasmodium falciparum, l'agente della malaria. Il 4 gennaio sono in 50 000 sul colle di San Biagio a seguire il funerale del "Campionissimo". Coppi viene inizialmente sepolto nel piccolo cimitero sul colle San Biagio, nei pressi di Castellania, dove ancora oggi riposano i genitori e altri parenti; verso la fine degli anni sessanta le sue spoglie e quelle del fratello Serse vengono traslate dal cimitero e tumulate definitivamente in un mausoleo, realizzato accanto al municipio di Castellania.
Nella carriera da professionista, durata ventuno anni (diciotto se si considera l'interruzione a causa della guerra), Coppi vinse complessivamente 151 corse su strada (122 esclusi i circuiti), 58 delle quali per distacco, e 83 su pista. Indossò per 31 giorni la maglia rosa del Giro d'Italia e per 19 giorni la maglia gialla del Tour de France. Al Giro vinse 22 frazioni, al Tour nove.

## Vita privata

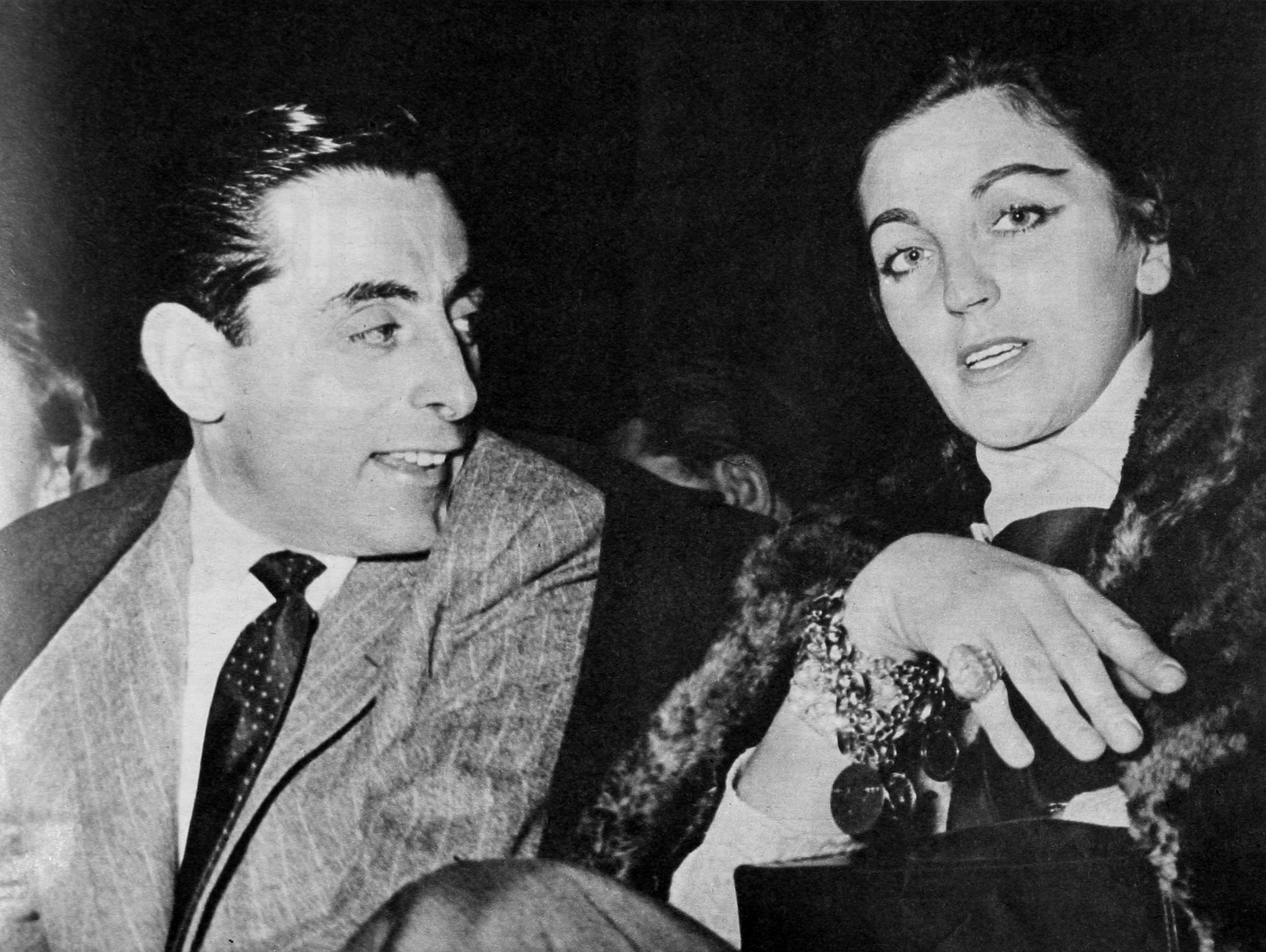
Fausto Coppi e Giulia Occhini assistono a un incontro di pugilato, dicembre 1956

Il 22 novembre 1945 Coppi sposò Bruna Ciampolini a Sestri Ponente. Da lei ebbe la figlia Marina, nata l'11 novembre 1947.
Durante la Tre Valli Varesine del 1948, Coppi conobbe Giulia Occhini, moglie del dottor Enrico Locatelli, all'epoca medico condotto di Varano Borghi e appassionato tifoso di Coppi. Negli anni seguenti il ciclista e la donna, "battezzata" dai tifosi come "Dama Bianca", iniziarono una relazione, inizialmente solo epistolare e poi anche personale. Coppi e la moglie Bruna Ciampolini si separarono consensualmente, mentre Enrico Locatelli querelò la moglie per adulterio.
Una settimana dopo la conclusione del Giro d'Italia 1954, entrambi lasciarono le rispettive famiglie per andare a convivere a villa Carla, a Novi Ligure. Nella notte tra il 25 e il 26 luglio 1954 i carabinieri, accompagnati da Locatelli, fecero irruzione a villa Carla ma non riuscirono a cogliere la flagranza di reato. Tornarono il 9 settembre e questa volta arrestarono Giulia Occhini per adulterio. Portata inizialmente nel carcere di Alessandria, dopo quattro giorni la donna venne rilasciata con foglio di via e costretta a recarsi in domicilio coatto ad Ancona, a casa di una zia, con obbligo di firma in questura. Coppi venne a sua volta privato del passaporto.
Il processo successivo, celebrato nel marzo del 1955, si concluse con la condanna di Coppi a due mesi di carcere per abbandono del tetto coniugale e di Giulia Occhini, incinta, a tre mesi di reclusione. Entrambi usufruirono comunque della sospensione condizionale della pena.
Dopo diverse difficoltà, Coppi e Giulia Occhini si sposarono in Messico (matrimonio mai riconosciuto in Italia) e la Occhini diede alla luce un figlio, Angelo Fausto detto "Faustino", a Buenos Aires il 13 maggio 1955. Angelo Fausto Coppi jr., che ottenne il doppio passaporto italiano e argentino, venne fatto nascere in Argentina per poter ricevere il cognome "Coppi", poiché Locatelli si rifiutava di disconoscerne la paternità.

## Palmarès

### Strada
- 1938 (dilettanti)

Gran Premio di Castelletto d'Orba
Trofeo Gigi Agosta - Alessandria
- 1939 (Dopolavoro Tortona)

Coppa Città di Pavia
Coppa Canepa - Bolzaneto
Coppa Contessa Carnevale - Pugliola di Lerici
Giro del Casentino
Tre Valli Varesine indipendenti
Coppa Medaglia d'Oro Dino Miglia - Susa
- 1940 (Legnano, due vittorie)

11ª tappa Giro d'Italia (Firenze > Modena)
Classifica generale Giro d'Italia
- 1941 (Legnano, quattro vittorie)

Giro di Toscana
Giro del Veneto
Giro dell'Emilia
Tre Valli Varesine
- 1942 (Legnano, una vittoria)

Campionati italiani, prova in linea
- 1945 (S.S. Lazio, due vittorie)

Coppa Salvioni - Roma
Coppa Ferdinando Candelotti - Roma
- 1946 (Bianchi, sette vittorie)

Milano-Sanremo
Giro di Romagna
4ª tappa, 2ª semitappa Giro d'Italia (Prato > Bologna)
13ª tappa Giro d'Italia (Udine > Auronzo di Cadore)
14ª tappa Giro d'Italia (Auronzo di Cadore > Bassano del Grappa)
Grand Prix des Nations (cronometro)
Giro di Lombardia
- 1947 (Bianchi, dodici vittorie)

Giro di Romagna
4ª tappa Giro d'Italia (Reggio Emilia > Prato)
8ª tappa Giro d'Italia (Roma > Napoli)
16ª tappa Giro d'Italia (Pieve di Cadore > Trento)
Classifica generale Giro d'Italia
5ª tappa, 2ª semitappa Giro di Svizzera (Losanna > Ginevra, cronometro)
Giro del Veneto
Campionati italiani (a punti)
Grand Prix des Nations (cronometro)
Attraverso Losanna
Giro dell'Emilia
Giro di Lombardia
- 1948 (Bianchi, sei vittorie)

Milano-Sanremo
16ª tappa Giro d'Italia (Auronzo di Cadore > Cortina d'Ampezzo)
17ª tappa Giro d'Italia (Cortina d'Ampezzo > Trento)
Tre Valli Varesine
Giro di Lombardia
Giro dell'Emilia
- 1949 (Bianchi-Ursus, tredici vittorie)

Milano-Sanremo
Giro di Romagna
4ª tappa Giro d'Italia (Cosenza > Salerno)
11ª tappa Giro d'Italia (Bassano del Grappa > Bolzano)
17ª tappa Giro d'Italia (Cuneo > Pinerolo)
Classifica generale Giro d'Italia
7ª tappa Tour de France (Les Sables d'Olonne > La Rochelle)
17ª tappa Tour de France (Briançon > Aosta)
20ª tappa Tour de France (Colmar > Nancy)
Classifica generale Tour de France
Giro del Veneto
Campionati italiani (a punti)
Giro di Lombardia
- 1950 (Bianchi-Ursus, quattro vittorie)

Giro di Reggio di Calabria
Parigi-Roubaix
2ª tappa, 1ª semitappa Roma-Napoli-Roma (Napoli > Latina)
Freccia Vallone
- 1951 (Bianchi-Pirelli, quattro vittorie)

6ª tappa Giro d'Italia (Perugia > Terni)
18ª tappa Giro d'Italia (Cortina d'Ampezzo > Bolzano)
20ª tappa Tour de France (Gap > Briançon)
Gran Premio Vanini - Lugano (cronometro)
- 1952 (Bianchi-Pirelli, quattordici vittorie)

5ª tappa Giro d'Italia (Roma > Rocca di Papa)
11ª tappa Giro d'Italia (Venezia > Bolzano)
14ª tappa Giro d'Italia (Erba > Como)
Classifica generale Giro d'Italia
7ª tappa Tour de France (Metz > Nancy)
10ª tappa Tour de France (Losanna > Alpe d'Huez)
11ª tappa Tour de France (Le Bourg-d'Oisans > Sestriere)
18ª tappa Tour de France (Bagnères-de-Bigorre > Pau)
21ª tappa Tour de France (Limoges > Puy-de-Dôme)
Classifica generale Tour de France
Gran Premio Vanini - Lugano (cronometro)
1ª tappa Gran Premio del Mediterraneo (Napoli > Foggia)
6ª tappa Gran Premio del Mediterraneo (Catania > Siracusa, cronometro)
Classifica generale Gran Premio del Mediterraneo
- 1953 (Bianchi-Pirelli, sei vittorie)

4ª tappa Giro d'Italia (San Benedetto del Tronto > Roccaraso)
19ª tappa Giro d'Italia (Auronzo di Cadore > Bolzano)
20ª tappa Giro d'Italia (Bolzano > Bormio)
Classifica generale Giro d'Italia
Campionati del mondo, Prova in linea
Trofeo Baracchi (cronocoppie, con Riccardo Filippi)
- 1954 (Bianchi-Pirelli, dieci vittorie)

3ª tappa Parigi-Nizza (Saint-Étienne > Vergèze)
Giro di Campania
4ª tappa, 1ª semitappa Roma-Napoli-Roma (Napoli > Latina)
4ª tappa, 2ª semitappa Roma-Napoli-Roma (Latina > Roma)
20ª tappa Giro d'Italia (San Martino di Castrozza > Bolzano)
2ª tappa Giro di Svizzera (Winterthur > Davos)
4ª tappa Giro di Svizzera (Lecco > Lugano)
Coppa Bernocchi
Giro di Lombardia
Trofeo Baracchi (cronocoppie, con Riccardo Filippi)
- 1955 (Bianchi-Pirelli, sette vittorie)

Giro di Campania
5ª tappa, 2ª semitappa Gran Premio Ciclomotoristico (Aprilia > Roma)
20ª tappa Giro d'Italia (Trento > San Pellegrino Terme)
Giro dell'Appennino
Tre Valli Varesine
Campionati italiani (a punti)
Trofeo Baracchi (cronocoppie, con Riccardo Filippi)
- 1956 (Carpano-Coppi, una vittoria)

Gran Premio Campari - Lugano (cronometro)
- 1957 (Carpano-Coppi, una vittoria)

Trofeo Baracchi (cronocoppie, con Ercole Baldini)

#### Altri successi
- 1941 (Legnano)

1ª prova Giro della Provincia di Milano (cronocoppie, con Mario Ricci)
Giro della Provincia di Milano (con Mario Ricci)
- 1942 (Legnano)

1ª prova Giro della Provincia di Milano (cronocoppie, con Mario De Benedetti)
- 1945 (S.S. Lazio)

Circuito degli Assi - Milano
Circuito di Lugano
Circuito di Ospedaletti
- 1946 (Bianchi)

Critérium du Trocadéro
Criterium del mondo - Zurigo
Circuito di Lugano
- 1948 (Bianchi)

Classifica scalatori Giro d'Italia
- 1949 (Bianchi-Ursus)

Classifica scalatori Giro d'Italia
Criterium di La Louvière
Circuito di Genova
Classifica scalatori Tour de France
Classifica generale Challenge Desgrange-Colombo
- 1950 (Bianchi-Ursus)

Circuito di Genova
- 1951 (Bianchi-Pirelli)

Criterium di Brasschaat
Criterium di Besançon
Criterium di Sables-d'Olonne
- 1952 (Bianchi-Pirelli)

2ª tappa Gran Premio del Mediterraneo (Foggia > Bari, cronosquadre)
Classifica scalatori Tour de France
Criterium di Vallorbe
Criterium di Tarascona
Criterium di Auch
- 1953 (Bianchi-Pirelli)

11ª tappa Giro d'Italia (Modena > Modena, cronosquadre)
Circuito di Borgosesia
Circuito di Savona
Criterium di Firminy
Circuito degli Assi - Tortona
- 1954 (Bianchi-Pirelli)

1ª tappa Giro d'Italia (Palermo > Palermo, cronosquadre)
Classifica scalatori Giro d'Italia
Circuito di Cagliari
Circuito di Stradella
Circuito di Broni
Circuito di Palermo
Circuito di Casale Monferrato
- 1955 (Bianchi-Pirelli)

Circuito di Cagliari
Circuito di Rimini
Criterium di Houdeng
Circuito di Napoli
Circuito di Catania
Circuito di Messina
- 1956 (Carpano-Coppi)

Criterium di Namur
- 1957 (Carpano-Coppi)

Gran Premio di Santhià
- 1958 (Bianchi-Pirelli)

Criterium di Versailles (cronocoppie, con Jorge Batiz)
Circuito di Calvisano
- 1959 (Tricofilina-Coppi)

Grand Prix du Progrès (cronocoppie, con Ferdinando Terruzzi)
Circuito di Lanciano
Circuito di Consuegra-Toledo

### Pista
- 1940

Campionati italiani, Inseguimento individuale
- 1941

Campionati italiani, Inseguimento individuale
- 1942

Campionati italiani, Inseguimento individuale
Record dell'ora
- 1947

Campionati del mondo, Inseguimento individuale
Campionati italiani, Inseguimento individuale
- 1949

Campionati del mondo, Inseguimento individuale
Campionati italiani, Inseguimento individuale
- 1958

Sei giorni di Buenos Aires (con Jorge Batiz)

## Piazzamenti

### Grandi Giri
- Giro d'Italia

1940: vincitore
1946: 2º
1947: vincitore
1948: ritirato
1949: vincitore
1950: ritirato
1951: 4º
1952: vincitore
1953: vincitore
1954: 4º
1955: 2º
1956: ritirato
1958: 32º
- Tour de France

1949: vincitore
1951: 10º
1952: vincitore
- Vuelta a España

1959: ritirato

### Classiche monumento
- Milano-Sanremo

1940: 10º
1941: 10º
1942: 21º
1946: vincitore
1947: ritirato
1948: vincitore
1949: vincitore
1950: 9º
1952: 37º
1953: 9º
1954: 4º
1955: 63º
- Parigi-Roubaix

1949: 12º
1950: vincitore
1952: 2º
1955: 2º
1959: 44º
- Giro di Lombardia

1940: 16º
1941: 5º
1942: 7º
1946: vincitore
1947: vincitore
1948: vincitore
1949: vincitore
1950: 3º
1951: 3º
1952: 35º
1954: vincitore
1955: 11º
1956: 2º

### Competizioni mondiali
- Campionati del mondo su strada

Zurigo 1946 - In linea: ritirato
Reims 1947 - In linea: ritirato
Valkenburg 1948 - In linea: ritirato
Copenaghen 1949 - In linea: 3º
Lugano 1953 - In linea: vincitore
Solingen 1954 - In linea: 6º
Frascati 1955 - In linea: ritirato
Copenaghen 1956 - In linea: 15º
Reims 1958 - In linea: 17º
- Campionati del mondo su pista

Parigi 1947 - Inseguimento individuale: vincitore
Amsterdam 1948 - Inseguimento individuale: 2º
Ordrup 1949 - Inseguimento individuale: vincitore

## Riconoscimenti
- Trophee Edmond Gentil nel 1947 e 1952.
- Inserito nella Top 25 della Cycling Hall of Fame.
- Nel maggio 2015, una targa a lui dedicata fu inserita nella Walk of Fame dello sport italiano a Roma, riservata agli ex atleti italiani. che si sono distinti in campo internazionale.[67][68]

## Riferimenti nella cultura di massa

### Stampa
- Celebre nell'immortalare un'intera epoca sportiva - tanto da entrare nell'immaginario collettivo degli italiani - è la foto che ritrae Coppi e Bartali mentre si passano una bottiglietta durante la salita del Galibier al Tour del 1952. Non fu mai completamente chiarito se fosse stato Coppi a passare la bottiglia a Bartali o viceversa. La foto, scattata dal fotografo Carlo Martini, fu in realtà preparata: Martini si mise d'accordo coi due corridori e col direttore di gara, diede quindi la bottiglia a un suo amico e gli disse di porgerla ai due mentre passavano.[69]
- La relazione extraconiugale di Coppi con Giulia Occhini fu al centro delle cronache scandalistiche del tempo, dal preciso momento in cui i fotografi rilevarono la presenza di Giulia al fianco del campione al termine della tappa dello Stelvio durante il Giro del 1953 e sul palco della premiazione del Campionato del mondo di Lugano vinto nello stesso anno da Coppi. L'evento divenne ben presto di pubblico dominio. Essendo entrambi già sposati, il campione e la "Dama Bianca" suscitarono grande scandalo e la loro relazione venne fortemente avversata da una parte dell'opinione pubblica e persino papa Pio XII giunse a condannarla.[64] Per Giulia Occhini fu coniato il soprannome di "Dama Bianca": l'appellativo (dame en blanc) le venne dato da Pierre Chany, giornalista de L'Équipe, per il colore del montgomery da lei indossato all'arrivo della tappa di Sankt Moritz del Giro d'Italia 1954.[55]
- Nel 2002, a 42 anni esatti dalla scomparsa del "campionissimo", il Corriere dello Sport, con un articolo in prima pagina, diffuse la notizia che il ciclista non fosse deceduto a seguito di malaria contratta in Alto Volta ma per un avvelenamento da parte di uno stregone locale. A riferire l'episodio al quotidiano fu tale Mino Caudillo, all'epoca dirigente del CONI, che l'avrebbe saputo nel 1985, in Africa, da un frate francese, al quale la rivelazione sarebbe stata fatta in confessionale. L'avvelenamento sarebbe avvenuto per vendicare in modo indiretto uno sgarbo a un corridore africano. Nonostante le modalità di acquisizione da leggenda metropolitana la notizia indusse la Procura della Repubblica di Roma ad aprire addirittura un fascicolo contro ignoti che - chiaramente - non ebbe alcun esito[70][71][72].

### Cinema
- Fausto Coppi interpreta sé stesso in Totò al Giro d'Italia, film del 1948 diretto da Mario Mattoli.
- Nel film Appuntamento a Belleville, diretto da Sylvain Chomet, il protagonista (Champion) è un'evidente caricatura di Fausto Coppi.
- Nel film Mi chiamava Valerio di Igor Biddau, biografia di Valeriano Falsini, unico gregario toscano di Coppi, è interpretato da Roberto Caccavo.

### Televisione
- La Rai ha dedicato a Fausto Coppi una fiction in due puntate intitolata Il grande Fausto, diretta da Alberto Sironi, con Sergio Castellitto e Ornella Muti, andata in onda il 29 e 30 ottobre 1995.
- Numerosi elementi della vita di Fausto Coppi sono trattati nella fiction Gino Bartali - L'intramontabile, coprodotta da Rai ed Endemol e andata in onda nel 2006 su Rai 1, dove Coppi è interpretato da Simone Gandolfo.

## Galleria d'immagini

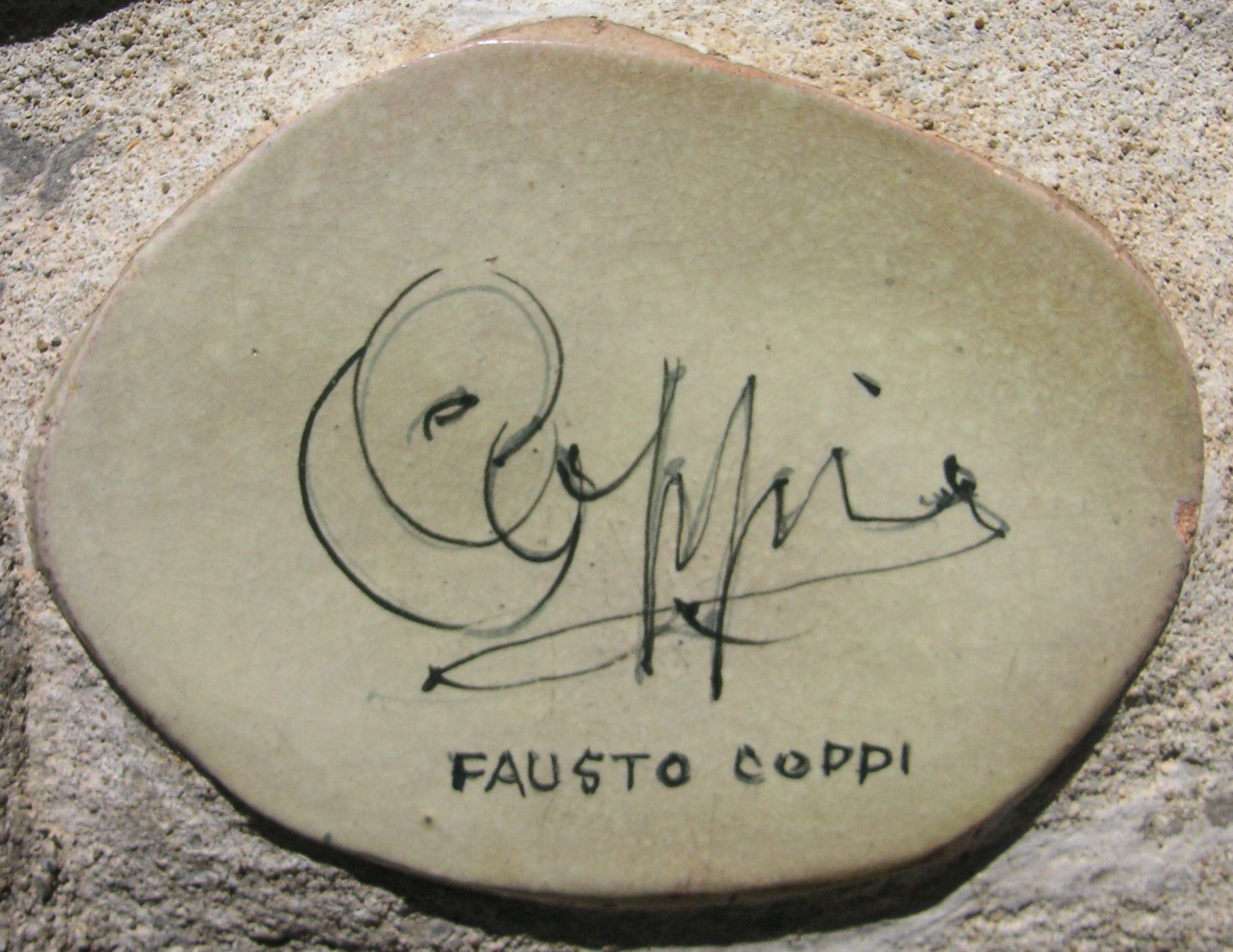
Piastrella autografata da Coppi sul muretto di Alassio
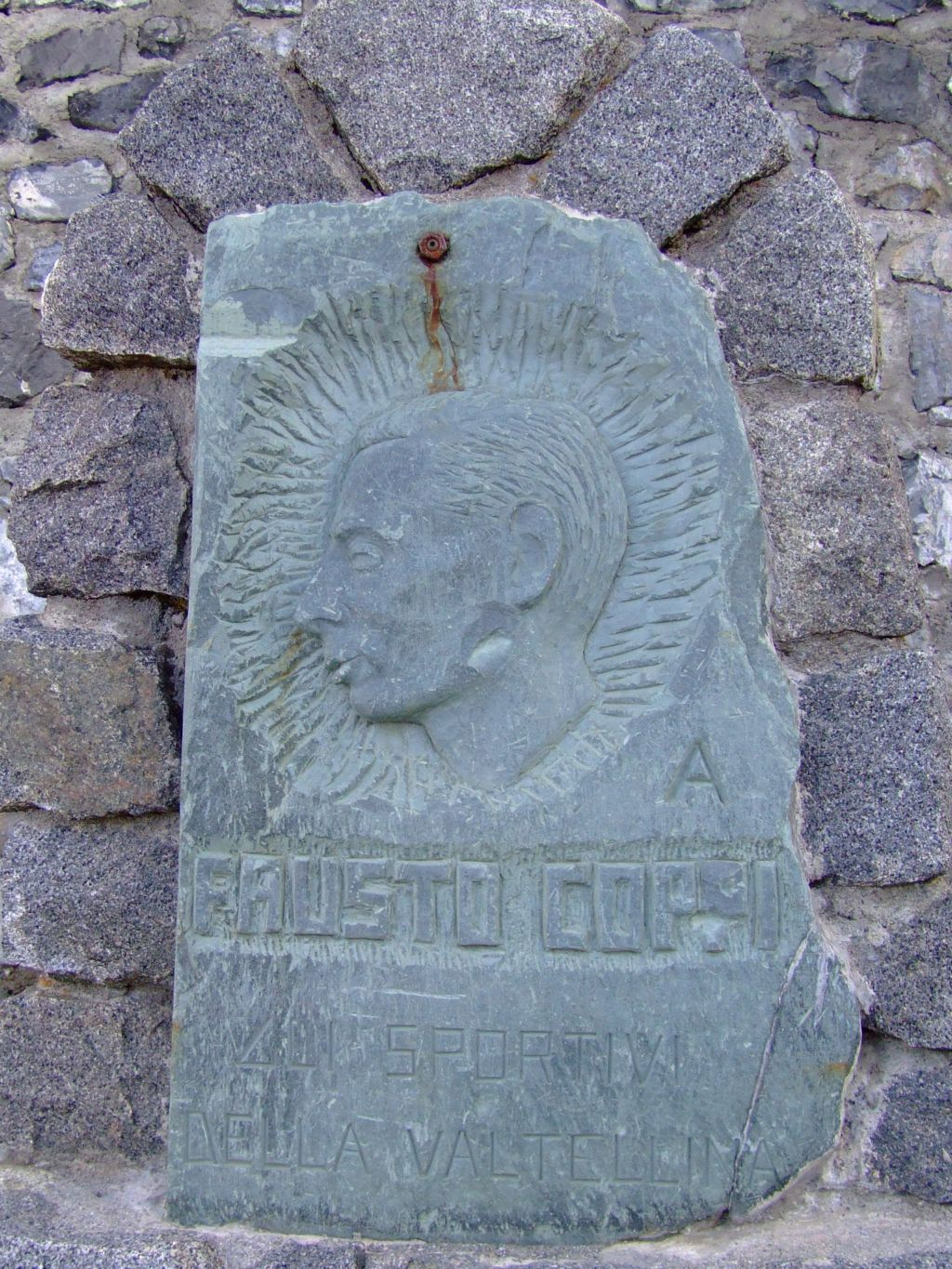
Stele in ricordo di Fausto Coppi sul Passo dello Stelvio
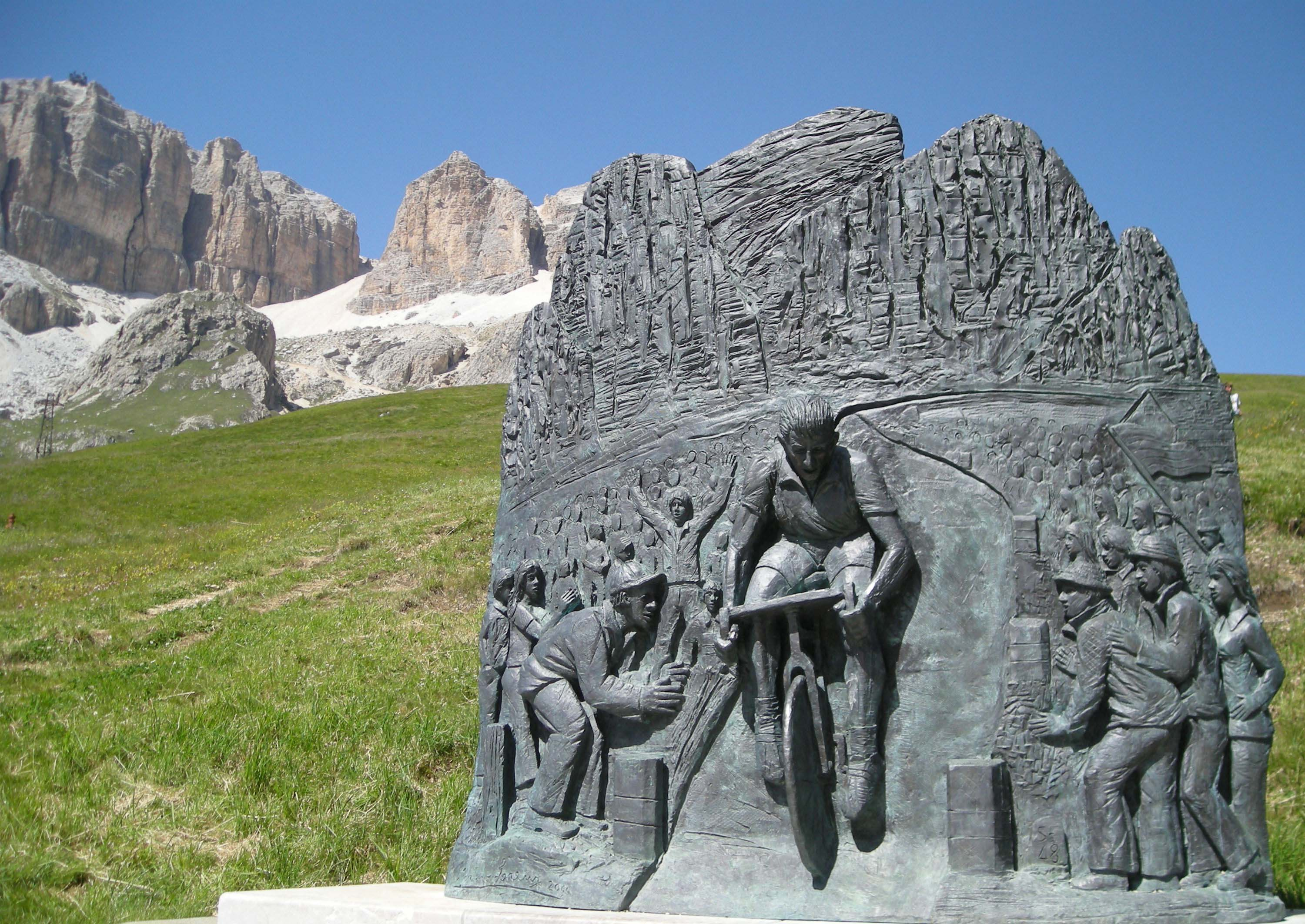
Il monumento a Coppi posto il 2 luglio 2000 sul Passo Pordoi dal comune di Canazei
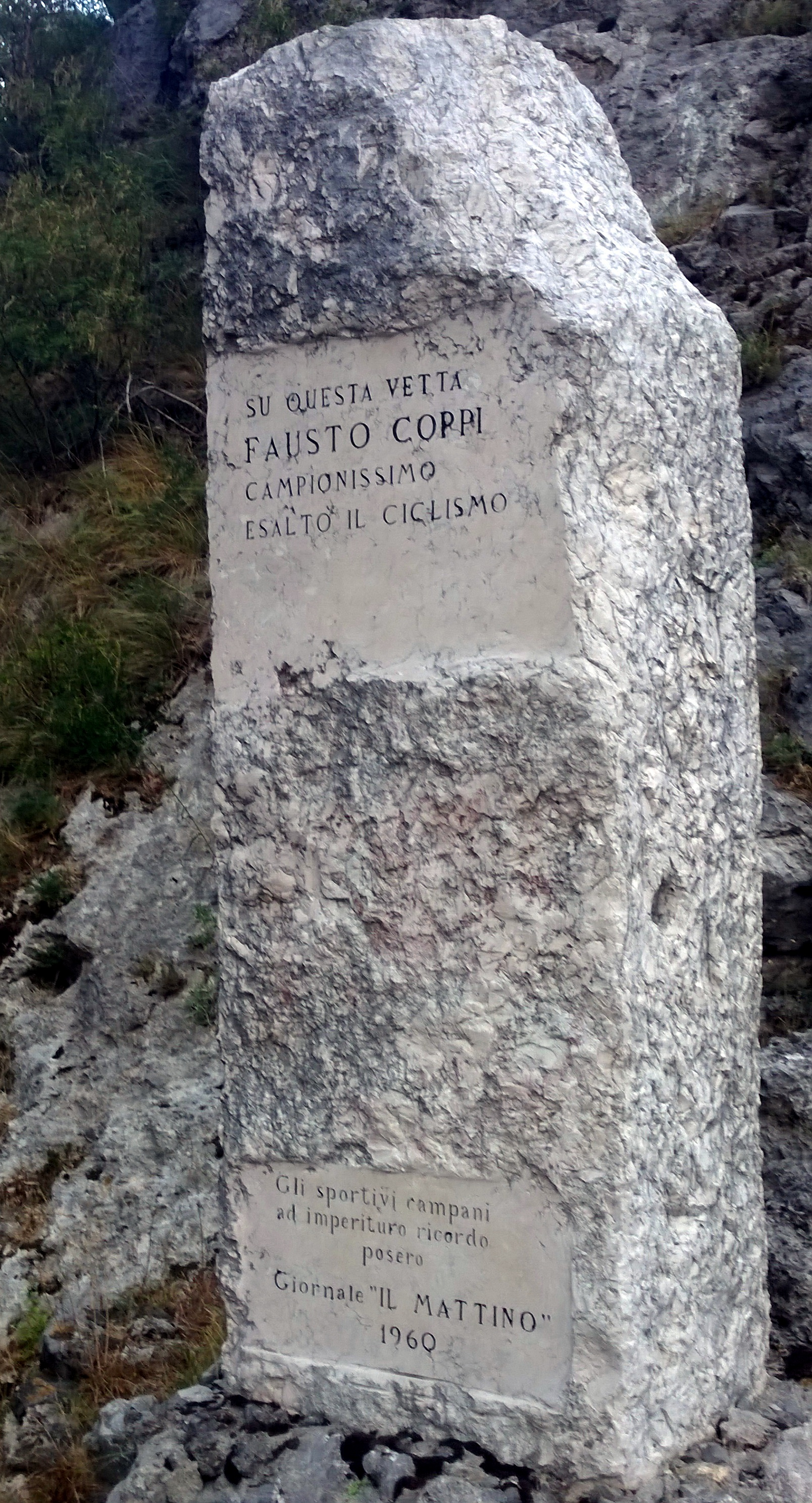
Monumento alla memoria di Fausto Coppi al passo dell'Agerola (NA)